# Podgórnoie (Voskressénskoie)
|  | Per a altres significats, vegeu «Podgórnoie». |

Podgórnoie (en rus: Подгорное) és un poble de l'óblast de Saràtov, a Rússia, segons el cens del 2015 tenia 57 habitants. Pertany al districte municipal de Voskressénskoie.